# Antônio de Cerqueira Caldas
Antônio de Cerqueira Caldas, primeiro e único barão de Diamantino (Cuiabá, 28 de maio de 1818 — Cuiabá, 14 de julho de 1892), foi um político brasileiro. Casou em 1843 com Maria Antônia Gaudie Ley (1822 — 1857), filha de André Gaudie Ley.
Foi vice-presidente da província de Mato Grosso, tendo assumido a presidência interinamente por três vezes, de 29 de maio a 12 de outubro de 1870, de 27 de maio a 29 de julho de 1871, e de 6 de dezembro de 1874 a 5 de junho de 1875.